# Société des Cochons
 (septembre 2010).
 (août 2011).
- Si vous ne connaissez pas le sujet, laissez ce bandeau (vous pouvez alors contacter les auteurs).
- Si vous supprimez le contenu mis en cause (vous pouvez préalablement contacter les auteurs),

argumentez précisément cette suppression dans la page de discussion
(un manque de référence n'est pas un argument ; une recherche réelle de référence doit avoir été effectuée, être formellement documentée).
La Société des Cochons était une société festive et carnavalesque qui participait jadis à l'organisation du Carnaval de Paris.
L'existence de ce carnaval reposait sur des organisations festives et carnavalesques à l'image des sociétés de Cologne, Binche ou Dunkerque qui assurent toujours aujourd'hui l'existence de très grands carnavals.
La perte des associations festives parisiennes a entrainé le recul du Carnaval de Paris à partir des années 1920 et sa disparition effective au bout de plusieurs dizaines d'années. Le carnaval a repris vie en 1993 avec 2 cortèges en 1998 et en 2009. 
Ces organisations festives parisiennes dont le rôle est fondamental dans l'existence du Carnaval de Paris durant plusieurs siècles ont laissé peu de trace dans la mémoire carnavalesque. 
La Société des Cochons est l'ancêtre d'une société mieux connue dont le rôle était important : les Badouillards.
Les seuls éléments connus sur la Société des Cochons nous sont donnés par le Catéchisme du Carnaval ou l'art de se dire de gros mots sans se fâcher ni fâcher personne ; répertoire de gaité à l'usage des amis de la joie ; par le secrétaire perpétuel de l'Académie des Badouillards, Flambards, Chicards, Braillards et autres Sociétés buvantes, ouvrage paru à Paris en 1844.